# جيروم جاكسون
جيروم جاكسون (بالإنجليزية: Jerome Jackson)‏ هو كاتب سيناريو ومنتج أفلام أمريكي، ولد في 1898، وتوفي في 1940 في نيويورك في الولايات المتحدة.

## وصلات خارجية
- جيروم جاكسون على موقع IMDb (الإنجليزية)
- جيروم جاكسون على موقع ألو سيني (الفرنسية)
- جيروم جاكسون على موقع ألو سيني (الفرنسية)
- جيروم جاكسون على موقع أول موفي (الإنجليزية)
- جيروم جاكسون على موقع قاعدة بيانات الفيلم (الإنجليزية)
- جيروم جاكسون على موقع كينوبويسك (الروسية)